# Oyana
Oyana (Wayana, Waiana, Waiano, Uaiana, Oayana, Oiana, Oiano, Ojana, Ouayana, Aiana), pleme američkih Indijanaca porodice Cariban nastanjeno na tromeđi Brazila, Francuske Gijane i Surinama. Oyane zajedno s Apalaima žive zajedno već nekih stotinu godina, poglavito uz rijeke Tapanahoni,  Paloemeu, Paru, Maroni i njenim pritokama Tampok i Marouini. U Brazilu Oyane žive na rezervatima Área Indígena Rio Paru D'Este i Parque Tumucumaque. Populacija im u drugoj polovici 20. stoljeća iznosi oko 950, od čega 600 u Surinamu. Pleme Rucuyen (Roucouyenne) i Upurui govorila su njihovim jezikom, klasificiranim široj skupini Wayana-Trio.

## Vanjske poveznice
- Aparai and Wayana  Arhivirana inačica izvorne stranice od 19. srpnja 2008. (Wayback Machine)
- A História de Contato e a Sociedade Wayana-Aparai[neaktivna poveznica]